# Antalya italiana
L'Antalya italiana fou la província del sud-oest d'Anatòlia que va ser assignada com a zona d'ocupació als italians al final de la I Guerra Mundial d'acord amb el que s'havia acordat al Pacte de Londres de 26 d'abril de 1915. Antalya (Adàlia) era la capital i residència del comandant italià.
Els italians van arribar el 12 d'abril de 1919 i uns dies després van desembarcar i ocupar la ciutat el 29 d'abril de 1919 comunicant al governador que assolien la seguretat de la regió. Les forces que van arribar primer foren el XXXI batalló Bersaglieri i van seguir el regiment d'infanteria 34, el IV Batalló Bersaglieri, dos esquadrons dels Regiment de Cavalleria Lleugera Roma i un batalló d'artilleria de muntanya.
Estava prevista l'ocupació d'Esmirna però finalment es va acordar concedir-la a Grècia i Itàlia ho va acceptar, però va marcar el inici d'una política antigrega; el 7-8 de juliol es va fixar una línia de separació entre italians i grecs; l'agost va arribar un contingent d'aviació i a finals d'any la gendarmeria italiana va començar a reorganitzar la policia turca; els italians van arribar a tenir més de tretze mil homes (molts procedents de Rodes), estacionats principalment a Konya (una unitat l'abril de 1919 i la resta el 23 de desembre de 1919, però fou abandonada el 1920) i a Bodrum.
Segons els historiadors els italians, sota el alt comissionat comte Sforza, van afavorir a Kemal Ataturk, i el 13 de març de 1921 es va decidir la retirada a canvi del reconeixement definitiu de la sobirania italiana al Dodecanès; el 25 de maig de 1921 es van retirar de Marmaris, i el 21 de juny de 1921 es van retirar de la regió d'Antalya. El 5 de juliol de 1921 van entregar la ciutat d'Antalya als turcs. El darrer comandant italià va abandonar Anatòlia el 29 d'abril de 1922. El 1923 Itàlia va renunciar als seus possibles drets.

## Comandants
- 1919 Giuseppe Battistoni
- 1919 Luigi Bongiovanni
- 1919 Vittorio Elia
- 1919 - 1920 Achille Porta
- 1920 - 1922 Giorgio Fusoni